# Toll trieben es die alten Römer
Toll trieben es die alten Römer (Originaltitel: A Funny Thing Happened on the Way to the Forum) ist die Verfilmung der gleichnamigen Musicalkomödie durch den US-amerikanischen Regisseur Richard Lester aus dem Jahr 1966.
Musik und Liedtexte des ursprünglichen Musicals stammen von Stephen Sondheim, die Buchvorlage von Burt Shevelove und Larry Gelbart. Film und Musical parodieren Hollywoods Monumental- und Sandalenfilme, zitieren aber auch antike Komödien wie Pseudolus oder Mostellaria des römischen Dichters Plautus. In dem Film hatte Buster Keaton seinen letzten Auftritt.

## Handlung
Der arbeitsscheue aber schlitzohrige Sklave Pseudolus will mit allen Mitteln seine Freiheit erlangen. Dazu muss er nur genug Geld auftreiben und die besondere Gunst seines Herren gewinnen.
Hero, der Sohn von Pseudolus' Herren Senex, hat sich in Philia verliebt, eine jungfräuliche Kurtisane im Nachbarhaus des Sklavenhändlers Marcus Lycus. Hero verspricht Pseudolus die Freiheit, wenn es ihm gelingen sollte, dass er und Philia zusammenkommen. Als Heros Eltern verreisen, entwickelt Pseudolus einen Plan, um die beiden zusammenzubringen.
Dummerweise interessiert sich aber auch der Soldatenhauptmann Miles Gloriosus für Philia und hat sie für sich „reservieren“ lassen. Pseudolus muss schnell umschalten und verkleidet seinen Mitsklaven Hysterium als Philia und will ihn Gloriosus unterschieben. Als der misstrauisch wird, erfindet Pseudolus schnell eine neue Geschichte. Philia sei an einer tödlichen Krankheit verstorben. Prompt will der tränenreiche Gloriosus die falsche „Philia“ verbrennen lassen – da hilft Pseudolus, Hysterium, Hero und der echten Philia nur noch die Flucht.
Nach einem furiosen Wagenrennen stellt Gloriosus die Flüchtenden und will Pseudolus als Urheber des ganzen Schlamassels hinrichten lassen. Da taucht der reiche Erronius nach langem Suchen nach seinen verschollenen Kindern auf und erkennt diese in Gloriosus und Philia. Gloriosus ist zwar enttäuscht, dass er Philia nicht heiraten kann, freut sich aber über seine neugewonnene Familie. Hero erhält Philia und Pseudolus doch noch seine Freiheit.

## Hintergründe
Sondheims Musical hatte unter der Regie von George Abbott seine Premiere am 8. Mai 1962 im Alvin-Theatre auf dem Broadway, wurde aber nur mäßig angenommen. Die Musik wurde zwar nicht für den Tony-Award nominiert, aber das Stück erhielt dennoch die Auszeichnung als „Bestes Musical“. Dies verhalf ihm in der Folge doch noch zum Erfolg. Es wurde 966 Mal in Folge aufgeführt und wurde damit Sondheims am längsten laufendes Musical. Die Hauptrolle spielte im Theater wie im Film Zero Mostel. Auch Jack Gilford war schon auf der Bühne mit dabei. 1996 gab es eine Neuaufführung mit Nathan Lane als Pseudolus, der später durch Whoopi Goldberg ersetzt wurde.
In der Musical-Aufführung von 1962 hatte der Schauspieler John Carradine in der Rolle des Lycus sein Debüt am Broadway. Im Film dagegen spielte der Stummfilmstar Buster Keaton die letzte Rolle seines Lebens. Der 70-Jährige, der damals bereits schwer an Lungenkrebs erkrankt war, stellte den alten Erronius dar, den Vater von Gloriosus und Philia. Bei gefährlichen Stunts ließ er sich diesmal doubeln, anders als in seinen frühen Filmen.
Die Außenaufnahmen des Films entstanden in der Schweiz, unter anderem im Amphitheater von Avenches.

## Sonstiges
Kameramann Nicolas Roeg	wurde später selbst ein erfolgreicher Regisseur, unter anderem „Der Mann, der vom Himmel fiel“ (The Man Who Fell to Earth, 1976 mit Sänger David Bowie).
Die Schauspieler Zero Mostel und Jack Gilford waren in der McCarthy-Ära der 1950er-Jahre auf die Schwarze Liste der Filmindustrie gesetzt worden, was einem Berufsverbot gleichkam.

## Auszeichnungen

### Film
- 1967 – Oscar für die beste Musikadaption für Ken Thorne
- 1967 – Nominierung für den Golden Globe als „Best Motion Picture – Musical/Comedy“

### Broadway
- 1963 erhielt Zero Mostel für seine Rolle des Pseudolus am Broadway bereits einen „Tony“ als Best Actor in a Musical. George Abbott gewann den „Tony“ in der Kategorie Best Direction of a Musical und David Burns in der Kategorie Best Featured Actor in a Musical für seine Rolle als Senex und auch das Buch von Burt Shevelove und Larry Gelbart und der Produzent Harold Prince wurden mit einem „Tony“ ausgezeichnet.

- 1972 erhielten in der Wiederauflage im Lunt-Fontanne Theatre am Broadway der Schauspieler Phil Silvers den „Tony“ als Best Actor in a Musical für die Rolle des Pseudolus und der Schauspieler Larry Blyden den „Tony“ als Best Featured Actor in a Musical für die Rolle des Hysterium unter der Regie von Burt Shevelove.

- 1996 erhielt die Wiederauflage des Musicals unter der Regie von Jerry Zaks im St. James Theatre am Broadway erneut den Tony Award in der Kategorie Best Revival of a Musical und Schauspieler Nathan Lane in der Rolle des Pseudolus den Preis als Best Actor in a Musical.

## Kritiken
- "Turbulente Liebes- und Verwechslungsgeschichten (...) – angesiedelt in einem aus Hollywood-Versatzstücken bestehenden antiken Rom. Die Filmversion eines Broadway-Musicals (das seinerseits auf den 21 Komödien des Plautus beruhte) verarbeitet Elemente des Burlesk-Theaters, der Kabarett-Revue, der Slapstick-Klamotte und der Pop-Ästhetik zu einer hinreißenden Parodie auf das Genre der „Sandalenfilme“. (Fragwürdig die deutsche Synchronfassung, in der viele Feinheiten verlorengehen.)" – „Lexikon des internationalen Films“ (CD-ROM-Ausgabe), Systhema, München 1997

- "Bei der Übertragung des für die Bühne konstruierten Stoffes auf die Leinwand waren einige Probleme zu überwinden, deren Lösung dem Regisseur nur teilweise gelang. Er verpasste der Geschichte (...) einen völlig neuen Rhythmus und reicherte sie mit optischen Gags und Tricks wie rasanten Schnitten, Zeitlupe und Zeitraffer an. Das führte zu nicht immer glücklichen Resultaten, doch insgesamt treffen hier mehr Gags ins Schwarze als daneben. Die Darsteller sind durchweg umwerfend, allen voran Mostel und Gilford. (...) Der gelungene Score von Stephen Sondheim blieb weitgehend erhalten (...)." - -al- in: Das große TV Spielfilm Filmlexikon. Digitale-Bibliothek-Sonderband (CD-ROM-Ausgabe). Directmedia, Berlin 2006, ISBN 3-89853-036-1, S. 12483–12484

- Turbulente Farbfilm-Klamotte im altrömischen Milieu. Trotz einiger Einwände gegen allzu bedenkenlose Häufung von Gags der unterschiedlichsten Qualität und gegen die deutsche Synchronisation kann der Film denen empfohlen werden, die Sinn für gehobenen Klamauk haben. Evangelischer Filmbeobachter, Kritik Nr. 140/1967

- Die Filmbewertungsstelle Wiesbaden verlieh der Produktion das Prädikat wertvoll.

## Medien

### DVD
- Toll trieben es die alten Römer. MGM 2004 – 1730208 (in der englischen Fassung mit Stereo-Ton)

### Musik
- Stephen Sondheim, Ken Thorne: A Funny Thing Happened On the Way to the Forum – Deluxe Edition. Original MGM Motion Picture Soundtrack of a United Artists Film. Original-Soundtrack, aufgenommen unter der Leitung von Ken Thorne. Rykodisk/MGM, Salem und London 1998, Tonträger-Nr. RCD 10727